# Рецепта (медицина)
Вижте пояснителната страница за други значения на Рецепта.
Медицинската рецепта (на лат. formula remediorum или formula medicinalis) е писмено обръщение на лекаря към фармацевта, което съдържа подробни указания за начина на приготвяне, отпускане и приложение на определено лекарство, както и сведения за лекаря, и пациента. Всяка медицинска рецепта е официален документ.
Наименованието на термина рецепта произлиза от повелителната форма на латинския глагол recipio, -ere (вземам, получавам) Recipe! – Вземи!

## Елементи на рецептата
Медицинската рецепта се състои от 7 части. 2-рата, 3-тата и 4-тата от тях се изписват на латински език.
I част. Inscriptio (описание)
Това е заглавната част. Тя съдържа названието, адреса и други сведения за лечебното заведение или за медицинската практика, където работи лекарят, издал рецептата. Изписва се най-отгоре, по цялата дължина на рецептурната бланка, на български език.
II част. Praepositio (предложение, обръщение)
Състои се само от обръщението Rp.: – съкращение на повелителната форма на латинския глагол recipio, -ere (вземам, получавам) Recipe! – Вземи!.
III част. Praescriptio (предписание)
Предписанието е същинската част на рецептата. То съдържа названията на съставките на лекарството и техните количества.
Лекарствените съставки се изписват на латински език, в родителен падеж за обект, в единствено или в множествено число. Подравняват се вляво, на нивото на двоеточието, от обръщението. Първо се изписват основните лекарствени вещества, след това допълнителните, после коригиращите и най-накрая конституентите.
Търговските марки не се спрягат.
Количествата се изписват с арабски цифри. Те се подравняват по десетичната запетая, в дясната част на рецептурната бланка. Когато мерната единица не е изрично указана, описаните количества се подразбират като маса, измерена в грамове:
- 1000 - 1 килограм
- 12 - 12 грама
- 0,03 – 3 сантиграма (30 милиграма)
- 0,0005 – половин милиграм

Когато предписаното количество се отнася за обем, той се изразява в милилитри и означава със съкращението ml, изписано непосредствено след числото.
Когато предписаното количество се отнася за малки обеми, те се изразяват в капки. В такъв случай непосредствено след названието на лекарството се поставя означението gtts (на латински: guttas - капки), а вдясно с римски цифри се изписва техния брой. Когато не са известни характеристиките на веществото, по подразбиране се приема, че 1 капка = 0,07 милилитра.
Когато се предписват търговски марки, се допуска буквално да се запише означеното върху опаковката количество (например 180 mg вместо 0,18 или 50 cL вместо 500 ml).
На латински език предписаните количества се спрягат във винителен падеж за количество.
IV част. Subscriptio (описание)
Субскрипцията е пояснителната част на рецептата. Състои се от три подчасти.
Първата част на субскрипцията се изписва на латински език и указва начина за приготвяне на лекарството. Обикновено започва с повелителната форма на латинския глагол misceo, -ere (смесвам) Misce! – Смеси!
Например:
- Misce, ut fiat pulvis! – Смеси, за да се получи прах!
- Misce, ut fiat solutio! – Смеси, за да се получи разтвор!
- Misce, ut fiat species! – Смеси, за да се получи лечебен чай!

Втората част на субскрипцията също се изписва на латински език и указва начина за опаковане и отпускане на лекарството. Задължително започва с повелителната форма на латинския глагол datur (давам) Da! – Дай!
След нея се изписва формата и количеството на отпуснатото лекарство. Когато се изписват арабски цифри, те задължително се предшестват от латинското означение numero, съкращението nm. или знака "№". Когато се изписват римски цифри, не се използва латинското означение за брой.
Например:
- Da tales doses № 20! – Дай такива дози 20 на брой!
- Da tabulettae XXX! – Дай тридесет таблетки!
- Da capsules № 80! – Дай осемдесет капсули!
- Da in vitro nigro! – Дай в черно стъкло!
- Da ad chartam ceratam! – Дай във восъчна хартия!

Третата част на субскрипцията задължително започва с повелителната форма на латинския глагол signo, -ere (означавам) Signa! - Означи! След това на български език се изписва поредността и количеството за приемане на лекарството.
Например:
- S. 3 пъти дневно х 1 таблетка, преди хранене.
- S. Сутрин и вечер по 1/2 таблетка, след хранене.
- S. По 4 капсули през 6 часа.

V част. Signatura
Начин на употреба на предписаното лекарство. Signa (S)
VI част. Nomen aegroti
Име на болния. Изписват се трите имена на болния, неговата възраст и домашен адрес.
VII част. Nomen medici
Подпис и печат на лекаря.